# Diglossa carbonaria
Diglossa carbonaria là một loài chim trong họ Thraupidae.